# Pedro Justiniano
Pedro Justiniano Almeida Gomes (sinh ngày 18 tháng 4 năm 2000) là một cầu thủ bóng đá người Bồ Đào Nha thi đấu cho FC Porto B ở vị trí hậu vệ.

## Sự nghiệp câu lạc bộ
Vào ngày 11 tháng 3 năm 2018, Justiniano có màn ra mắt cho FC Porto B trong trận đấu tại LigaPro 2017–18 trước Académico Viseu.